# Arrondissement de Savenay

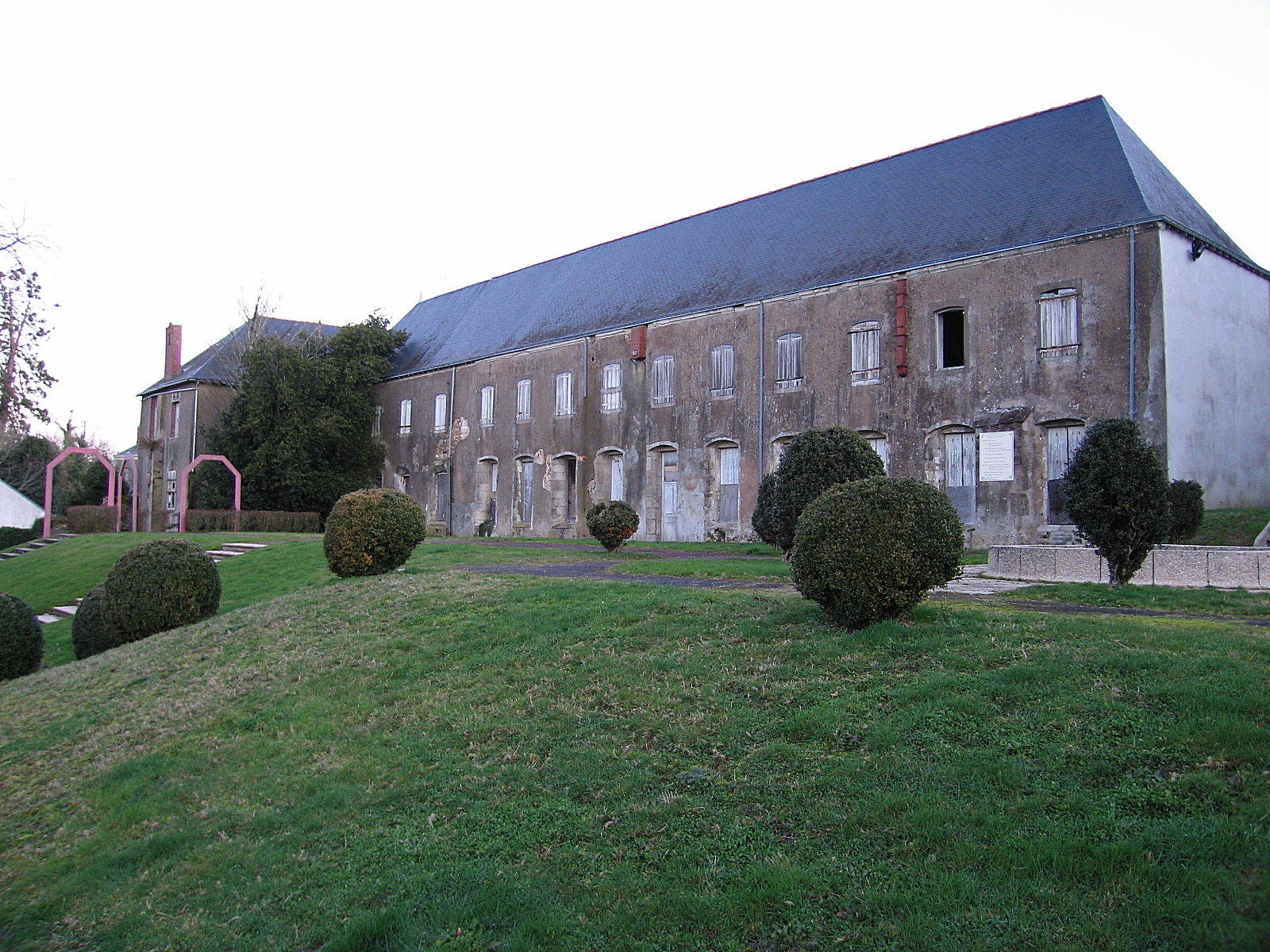
Ancien couvent des Cordeliers de Savenay qui accueillit la sous-préfecture de 1800 à 1868.

L'arrondissement de Savenay est un ancien arrondissement français du département de la Loire-Inférieure (aujourd'hui Loire-Atlantique), créé le 17 février 1800. 

## Composition
Il comprenait les cantons de Blain, le Croisic, Guémené-Penfao, Guérande, Herbignac, Pontchâteau, Saint-Etienne-de-Montluc, Saint-Gildas-des-Bois, Saint-Nazaire, Saint-Nicolas-de-Redon et Savenay.

## Historique
La sous-préfecture est installée à Savenay dans l'ancien couvent des Cordeliers, édifice fondé en 1419 par Jean V de Bretagne. 
En 1868, Savenay perd son statut de chef-lieu d'arrondissement, au profit de Saint-Nazaire. En même temps, quelques-uns des cantons sont rattachés aux arrondissements de Châteaubriant ou de Nantes.
En compensation du transfert de la sous-préfecture,, Savenay devient le siège de l'école normale d'instituteurs de Loire-Inférieure.

## Liens
- L'almanach impérial pour l'année 1810 - Chapitre X: Organisation administrative.